# Gambia United
Der Gambia United Football Club war ein Fußballverein aus Bathurst, der Hauptstadt (die 1973 in Banjul umbenannt wurde) der damaligen westafrikanischen britischen Kolonie Gambia.

## Geschichte
Der Verein spielte in der höchsten Liga im gambischen Fußball und war Gründungsmitglied der Liga im Jahr 1940. Im Finale des ersten Pokalwettbewerbs 1952 standen sich Gambia United und Augustians Bathurst gegenüber. Das Finalspiel, das am 5. Juli im Box Bar Stadium ausgetragen wurde, gewann Gambia United mit 2:1. Auch die Meisterschaft der Saison 1952/53 gewannen sie.
Wann der Verein aufgelöst wurde, ist nicht belegt.

## Erfolge
- Meisterschaft in der GFA League First Division: 1

1953
- Pokalgewinne im GFA-Cup: 1

1952